# Alsaciens
Les Alsaciens sont les habitants de l'Alsace et, sur le plan migratoire, un peuple originaire de cette région historique et collectivité territoriale située dans l’Est de la France. Ils sont une part du peuple français, depuis l'acquisition progressive du territoire alsacien par la France. 
La dernière estimation de population de l'Alsace administrative est de 1 861 020 habitants en 2013, il faut tenir compte du fait que ce chiffre inclut les Alsaciens autochtones et les « Alsaciens d'adoption ». Le nombre factuel d'Alsaciens autochtones, en Alsace et dans la France entière, est difficile à estimer, car le gouvernement français ne fait pas ce type de statistiques. Hors Alsace, ils sont estimés en 2016 à un total de 80 000 individus dans le monde.
Sur le plan linguistique, les Alsaciens se divisaient traditionnellement en deux groupes principaux : les germanophones, parlant l'alsacien (majoritaires), et les romanophones, parlant le welche et le franc-comtois (minoritaires). Sur le plan religieux, ils sont principalement catholiques et protestants, la population alsacienne inclut également une communauté juive.

## Ethnonymie
L'ethnonyme et gentilé Alsacien(s) est issu du nom géographique Alsace (voir étymologie du nom Alsace). En allemand, ils sont appelés die Elsässer. Par ailleurs, Elsässer Nation (Nation alsacienne) est  mentionné en 1655.
Les Alsaciens se distinguent en deux hyponymes depuis 1790 : Bas-Rhinois et Hauts-Rhinois. D'autre part, les Bas-Rhinois surnomment les Hauts-Rhinois Bäckser et inversement, l'origine et la signification de ce terme sont cependant inconnus.
Les habitants de l'Alsace sont quelquefois désignés, au XIXe siècle, sous le nom d'« Alsaciens allemands » et cela avant l'annexion de leur région en 1871 par l'Empire allemand,,.

## Anthropologie et ethnologie
Selon Philippe Jacques Fargès-Méricourt, les habitants de l'Alsace sont un peuple mixte issu des Gaulois, des Germains, des Romains et des Francs. En l'an 52
av. J.-C., le territoire qui correspond à la future région alsacienne est peuplé par les Rauraques, les Séquanes et les Médiomatriques ; s'installent plus tard les Triboques dans la moitié nord de l'Alsace : ils forcent alors les Médiomatriques à quitter la région et à se retirer au-delà des montagnes. À la suite de l'établissement des peuples germains dans le territoire alsacien (dont les Alamans), un changement total apparait : les noms de Rauraques, de Séquanes, de Triboques et de Médiomatriques disparaissent, c'est également à cette époque que la région reçoit le nom d'Alsace,.

### XVIIIesiècle
Suivant Renaudin, le nombre des habitants qui peuplent les villes, bourgs et villages de la province alsacienne, est évalué à environ cinq cent mille individus vers 1772. Renaudin les répartit en trois classes : la première comprend la noblesse et les premiers magistrats, il s'agit pour la plupart de Français natifs des autres provinces. Leur régime et leur manière de vivre sont les mêmes que ceux des villes de l'intérieur du royaume de France. Dans la seconde sont réunis les négociants, les marchands et les artistes. Pour finir, la troisième classe inclut les paysans.

### XIXesiècle
Sur le plan linguistique, d'après l'enquête de Montbret, il y a 493 432 Bas-rhinois sur 509 926 qui sont germanophones en 1806. Le Haut-Rhin compte 282 000 germanophones à la même date.

## Costume traditionnel
À titre d'exemple, dans les années 1820, le costume des cultivateurs de la Basse-Alsace se compose d'un ample habit noir, doublé de même couleur et quelquefois de blanc, avec un collet droit et montant, un gilet écarlate et une culotte de peau noire, des bottes molles et un chapeau de feutre noir, la corne placée derrière et rabattu par devant.
Quant à l'habillement des femmes, il se compose d'une jupe à petits plis tout autour, noire pour les femmes, de couleur ordinairement rouge pour les jeunes filles, avec une large bande verte dans le haut et assez souvent une autre bande de même couleur, mais moins large à l'extrémité inférieure ; une espèce de petit dolman sans manches, une pièce d'estomac de drap de soie rehaussé d'or, une cravate noire dont les bouts, très longs, pendent sur le dos, des manches de chemise très amples et très blanches, qui descendent jusqu'au poignet ; un tablier noir pour les femmes, blanc pour les filles. Enfin, les cheveux sont arrangés en deux longues tresses garnies de galons de laine noire et qui descendent souvent jusqu'au-dessous des genoux. Dans plusieurs cantons, les cheveux sont retenus sous un petit bonnet qui a seulement deux côtés et qui a à peu près la forme d'un petit casque, il est noir pour les femmes et de drap d'or ou d'argent pour les filles, avec des rubans rouges ou d'une autre couleur tranchante. Pour les travaux des champs et pour les voyages, les villageoises ont d'énormes chapeaux de paille tressée, qui les protègent parfaitement des ardeurs du soleil ou de l'intempérie de la saison.

## Migrations

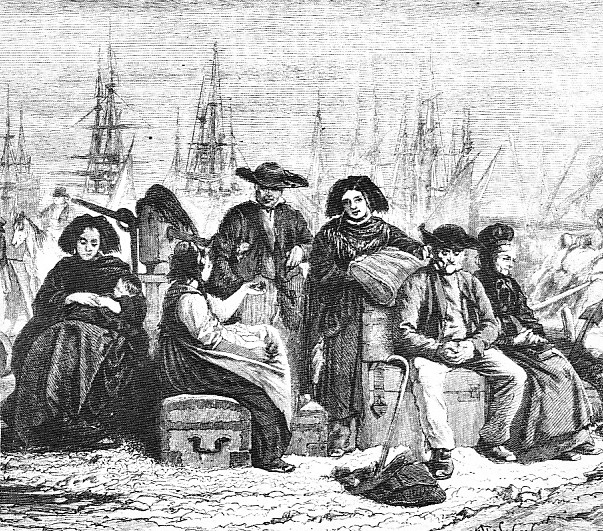
Une famille alsacienne attendant l'embarquement au Havre vers les Amériques.

Les Alsaciens ont entre autres migré aux États-Unis, au Canada, en Algérie et en France, surtout à Paris.